# Мелито ди Наполи
Мелито ди Наполи (итал. Melito di Napoli) је насеље у Италији у округу Напуљ, региону Кампанија.
Према процени из 2011. у насељу је живело 36933 становника. Насеље се налази на надморској висини од 98 м.

## Становништво
| 1931. | 1936. | 1951. | 1961. | 1971.  | 1981.  | 1991.  | 2001.  | 2011.  |
| ----- | ----- | ----- | ----- | ------ | ------ | ------ | ------ | ------ |
| 5.247 | 5.442 | 6.684 | 7.346 | 10.090 | 13.724 | 20.095 | 34.208 | 36.933 |